# مايكل أرويو
مايكل أرويو (Michael Arroyo) (و. 23 أبريل 1987)، هو لاعب كرة قدم إكوادوري في مركز وسط.

## وصلات خارجية
- مايكل أرويو على موقع الاتحاد الدولي (مؤرشف)  (الإنجليزية)
- مايكل أرويو على موقع قاعدة بيانات كرة القدم.إي يو (الإنجليزية)
- مايكل أرويو على موقع ناشيونال فوتبول تيمز (الإنجليزية)
- مايكل أرويو على موقع Soccerway.com (الإنجليزية)
- مايكل أرويو على موقع عالم كرة القدم.نت (الإنجليزية)
- مايكل أرويو على موقع AS.com (الإسبانية)

1. ↑  "معلومات عن مايكل أرويو على موقع worldfootball.net". worldfootball.net. مؤرشف من الأصل في 2019-03-24.
2. ↑  "معلومات عن مايكل أرويو على موقع footballdatabase.eu". footballdatabase.eu. مؤرشف من الأصل في 2019-03-24.
3. ↑  "معلومات عن مايكل أرويو على موقع scoresway.com". scoresway.com. مؤرشف من الأصل في 2018-02-26.